# 横浜水道記念館
横浜水道記念館（よこはますいどうきねんかん）は、横浜市保土ケ谷区にあった、水道をテーマにした博物館（水道記念館）である。近代水道100周年を記念し、横浜市水道局西谷浄水場の隣接地に1987年（昭和62年）に開館。施設の老朽化や浄水場の再編に伴い2021年（令和3年）に全面閉館した。

## 展示内容
地上4階・地下1階建で、地上部分が展示スペースとなっている。1階は近代水道の歴史、2階は現代の水道事業に関する展示が主で、3階は図書・資料コーナーと、「近代水道百選」に選定された日本各地の水道施設の写真展示が行われている。高台に立地しており、4階の展望室からは、晴れた日には宮ヶ瀬ダムや東京スカイツリーまで望むことができる。敷地内には別棟の水道技術資料館があり、技術的な資料の収蔵・展示を行っている。屋外には、大型の導水管や逆止弁のほか、ガラス張りの保存棟に収められた水道創設記念噴水塔が展示されている。この噴水は1887年に近代水道誕生を記念して当時の横浜駅（現在の桜木町駅）前に設けられたもので、横浜水道記念館に移設された。イギリスのジョサイア・コンドルが設計、アンドリュー・ハンディサイド社による製作で、イルカやライオンなどの装飾が施されており、ヴィクトリア朝時代に作られたことから、Victorian Fountainとも呼ばれる。近代水道百選に選定されており、レプリカが横浜市中区の港の見える丘公園と、当時の水源地であった相模原市緑区にも設置されている。
入場は無料(事前予約必要)で、4月から8月までは第1月曜日（祝日にあたる日はその翌日）、9月から3月までは毎週月曜日（祝日にあたる日はその翌日）と祝日の翌日（土・日曜にあたる日を除く）、12月28日から1月4日までが休館日である。
新型コロナウイルス感染拡大の影響により、水道技術資料館と共に臨時休館。いこいの広場のみは利用可能となるが、水道技術資料館は施設の老朽化により立入禁止となった。
2022年からの西谷浄水場再整備事業に伴い、2021年9月末をもって水道技術資料館と共に全面閉館した。

## ギャラリー

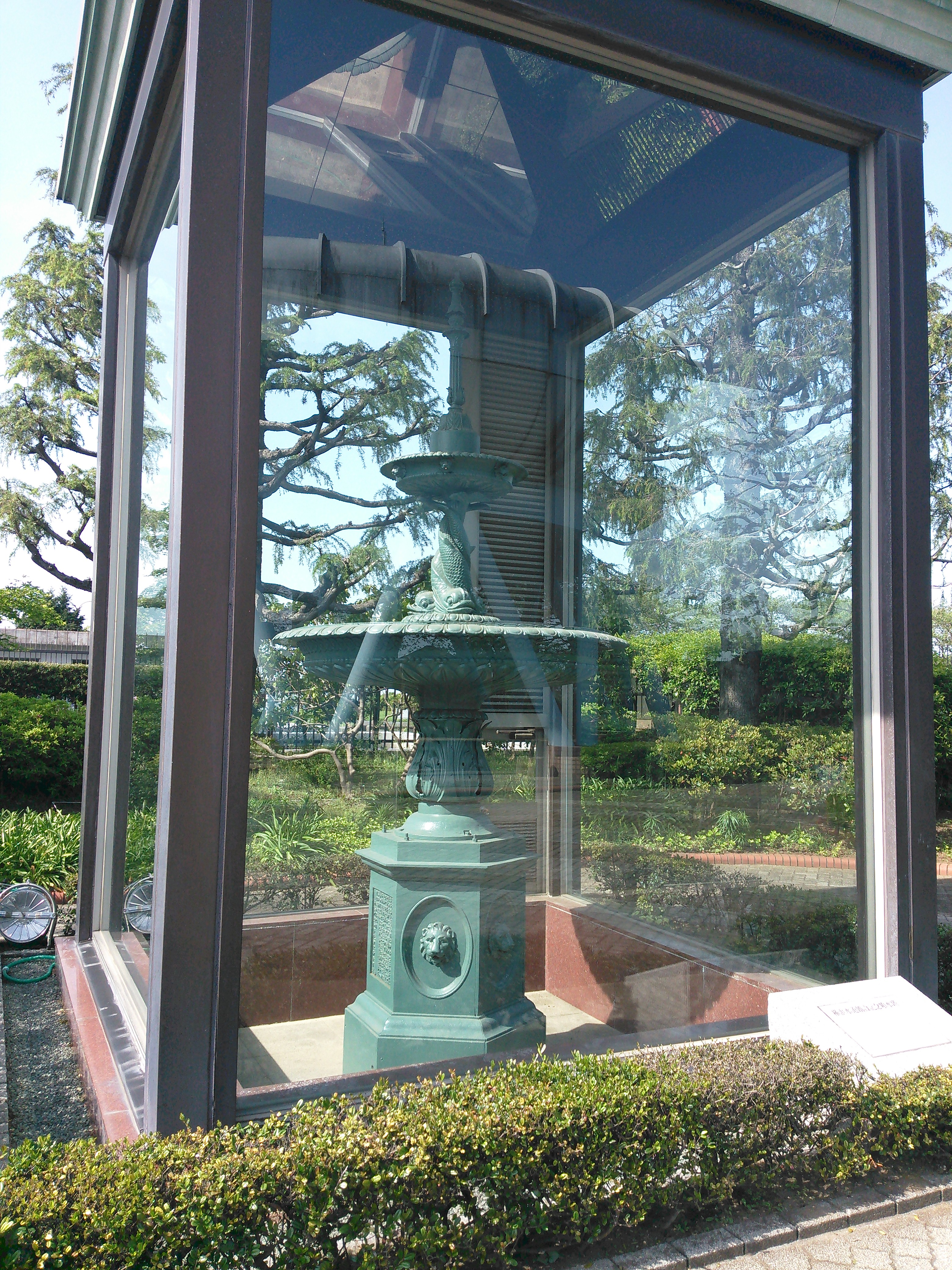
水道創設記念噴水塔
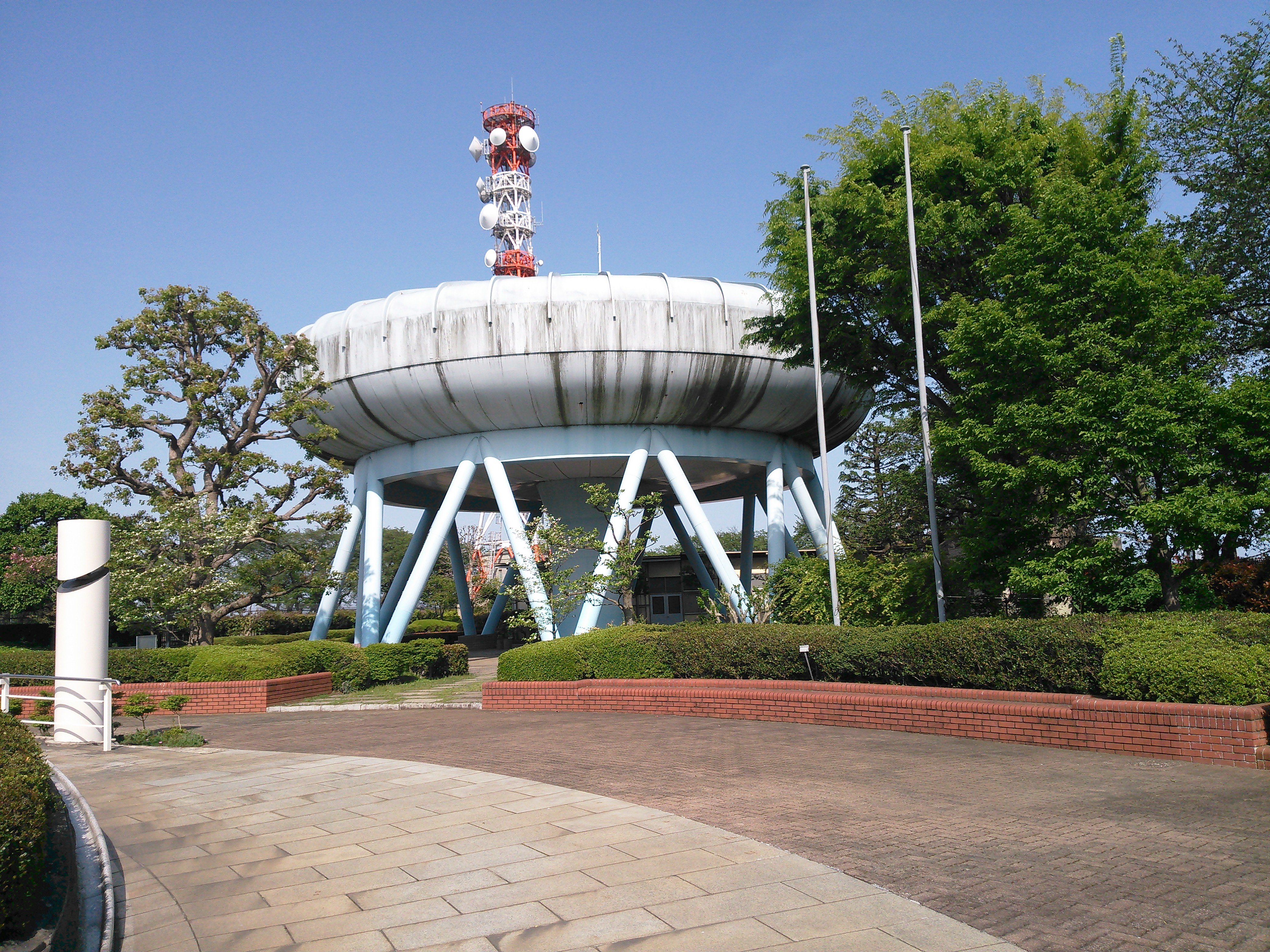
洗浄水槽。西谷浄水場のろ過池の洗浄に使う水を貯蔵している。
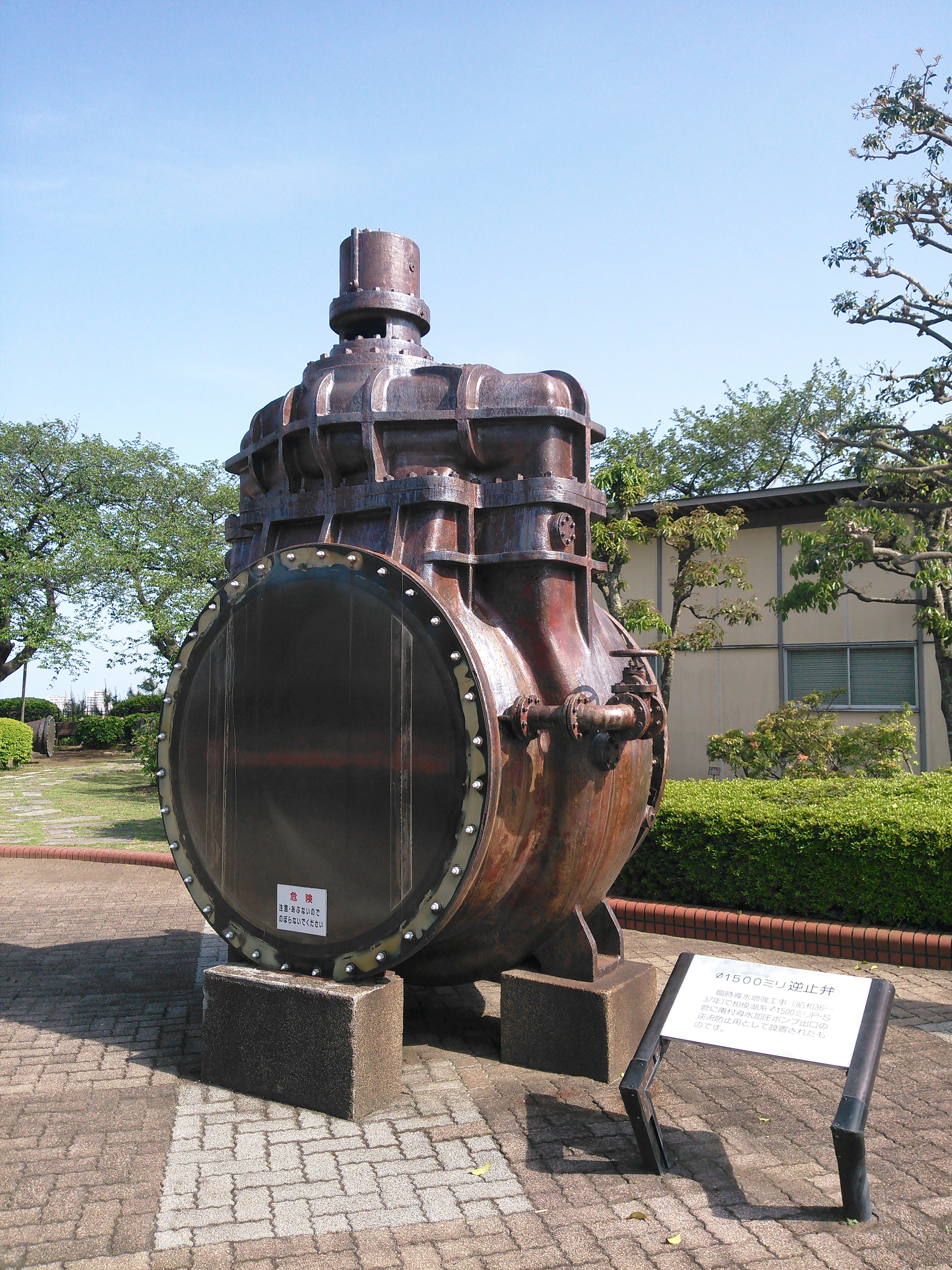
屋外に展示されている逆止弁